# Amanda Villavieja
Amanda Villavieja (Barcelona 1975) és una sonidista de cinema catalana. Va guanyar un premi Gaudí per la seva participació a Entre dos aguas.
És llicenciada en Comunicació Audiovisual per la Universitat Autònoma de Barcelona i formà part de la primera edició del Màster en Documental de Creació de la Universitat Pompeu Fabra on començà a treballar per primer cop com a sonidista al film En Construcción de José Luis Guerín, cineasta amb el que continuarà col·laborant en els seus posteriors films. També ha treballat habitualment amb el cineasta Isaki Lacuesta començant per La leyenda del tiempo (2006) fins a Entre dos aguas (2018), film que a més de guanyar la 'Concha de Oro' al Festival de San Sebastià 2018 va obtenir 7 Premis Gaudí entre ells al millor so per Amanda Villavieja i Alejandro Castillo. També ha treballat amb cineastes com Joaquim Jordà, Mercedes Álvarez, Oliver Laxe i Lluís Miñarro.

## Filmografia com a sonidista
- 2019 Love Me Not de Lluís Miñarro
- 2018 Entre dos aguas de Isaki Lacuesta
- 2018 Viaje al cuarto de una madre de Celia Rico
- 2018 Miriam Miente de Natalia Cabral
- 2018 Les Unwanted de europa de Fabrizzio Ferraro
- 2017 Ver a una mujer de Mònica Rovira
- 2017 Penèlope de Eva Vila
- 2016 [Pewen] araucaria de Carlos Vàsquez Mendez
- 2016 La película de nuestra vida de Enrique Baró Ubach
- 2016 Mimosas de Oliver Laxe
- 2016 La propera pell de Isa Campo i Isaki Lacuesta
- 2015 La academia de las musas de Jose Luís Guerín
- 2014 Parrot at the Milk Bar de Ines Thomsen
- 2014 Murieron por encima de sus posibilidades de Isaki Lacuesta
- 2014 Mai és tan fosc de Erika Sánchez
- 2013 El moviment perpetu de Isaki Lacuesta
- 2012 Volar de Carla Subirana
- 2012 Sinaia, más allá del océano de Joan López Lloret
- 2012 Al fossat de Ricardo Íscar
- 2012 Kanimambo de Adán Aliaga
- 2011 Mercado de futuros de Mercedes Álvarez
- 2011 El quadern de fang de Isaki Lacuesta
- 2011 Els passos dobles de Isaki Lacuesta
- 2011 La maleta mexicana de Trisha Ziff
- 2011 Recuerdos de una mañana de Jose Luís Guerín
- 2010 La noche que no acaba de Isaki Lacuesta
- 2010 Guest de Jose Luís Guerín
- 2010 Morir de dia de Sergi Dies i Laia Manresa
- 2010 Cuchillo de palo de Renate Costa
- 2009 Los condenados de Isaki Lacuesta
- 2009 Ich bin Enric Marco de Santiago Fillol i Lucas Vermal
- 2009 El Club de Rose Kowalski
- 2007 A la ciutat de Sylvia de Jose Luís Guerín
- 2006 Memoria negra de Xavier Montanyà
- 2006 3055 Jean Leon de Carles Porta
- 2006 Descontrol urbano de Joaquim Jordà
- 2006 La llegenda del temps de Isaki Lacuesta
- 2005 Bell viatge de Raúl Cuevas
- 2005 Aguaviva d'Ariadna Pujol
- 2005 Tierra negra de Ricardo Íscar
- 2005 La cicatriz de Pablo Llorca
- 2004 El cielo gira de Mercedes Álvarez
- 2001 En construcción de Jose Luís Guerín